# Bakos Lehel
Bakos Lehel (Újpest, 1938 - 2020) okleveles építészmérnök.

## Szakmai életútjának vázlata
Tervezési munkái között szerepelnek vízügyi területen gátőrházak, Biharugrán kultúrház, Kazincbarcikán szivattyúház, továbbá Szolnokon 1600 m3-es víztározó, 2000 m3-es víztorony tervezése. Középület tervezési területen munkái között szerepel a Juventus Szálloda statikus terveinek elkészítése Balatonföldváron, valamint Óbudán a hajdani "Császárkert" vendéglő, és a kőszegi parkszálló tervezése. Ipari- és könnyűipari tervezési szférában is tevékenykedett, úgy mint bauxitbetonos épületek felújítási munkái; a BULAV csepeli telepének üzemi épületi tervei; helyreállítási tervek a szentendrei papírgyárhoz; szentendrei mézüzem tervezése. Beruházási feladatai közé tartozott a Könnyűszerkezetes Programirodán a térelhatároló szerkezetek koordinálása, ifjúsági üdülőtáborok létrehozásának lebonyolítása. Építésvezetője volt a szolnoki víztoronynak. Jelenleg is részt vesz az építőiparban, Szentendrén a műszaki tervtanács tagja.